# Shaquille Harrison
Shaquille Harrison (ur. 6 października 1993 w Kansas City) – amerykański koszykarz, występujący na pozycji rzucającego obrońcy.
16 października 2018 został zwolniony przez Phoenix Suns.
21 października 2018 został zawodnikiem Chicago Bulls. 6 lipca 2019 opuścił klub. 18 lipca podpisał kolejną umowę z zespołem.
9 grudnia 2020 zawarł kontrakt z Utah Jazz. 24 lutego 2021 opuścił klub.
8 kwietnia 2021 zawarł umowę z Denver Nuggets na występy zarówno w NBA, jak i w G-League. Po zakończeniu sezonu został wolnym agentem. 18 grudnia 2021 podpisał 10-dniowy kontrakt z Brooklyn Nets. 29 grudnia 2021 zawarł kolejną, identyczną umowę. 9 stycznia 2022 powrócił do składu Delaware Blue Coats. 19 stycznia 2022 trafił na 10 dni do Memphis Grizzlies. 29 stycznia 2022 dołączył ponownie do Delaware Blue Coats. 
31 sierpnia 2023 został zawodnikiem Memphis Grizzlies. 21 października 2023 opuścił klub.

## Osiągnięcia
Stan na 5 listopada 2023, na podstawie, o ile nie zaznaczono inaczej.
NCAA
- Uczestnik:
  - turnieju:
    - NCAA (2014, 2016)
    - Portsmouth Invitational (2016)

  - konkursu wsadów NCAA (2016)[17]
- Mistrz:
  - turnieju konferencji USA (C-USA – 2014)
  - sezonu regularnego C-USA (2014)
- Sportowiec roku konferencji American Athletic (AAC) – AAC Scholar-Athletes of the Year (2016)
- Zaliczony do:
  - I składu turnieju Paradise Jam (2016)
  - II składu AAC (2015, 2016)
- Lider konferencji AAC[18]:
  - w przechwytach (2015, 2016)
  - celnych rzutów za 2 punkty (150 – 2015, 166 – 2016)
  - oddanych rzutów za 2 punkty (308 – 2015)

G-League
- Obrońca roku G-League (2022)
- Zaliczony do I składu defensywnego G-League (2022, 2023)